# Akademik Mstislav Keldyš
La R/V Akademik Mstislav Keldyš (in russo Академик Мстислав Келдыш?) è una nave da ricerca scientifica russa da 6.240 tonnellate. Ha effettuato oltre 50 viaggi ed è meglio conosciuta come la nave di supporto dei sommergibili Mir. La nave è di proprietà dell'Istituto Shirshov di Oceanologia dell'Accademia russa delle scienze di Mosca, ed è homeport a Kaliningrad, sul mar Baltico. Prende il nome dal matematico sovietico Mstislav Keldyš, ha solitamente 90 persone a bordo (45 membri dell'equipaggio, 20 o più piloti, ingegneri e tecnici, da 10 a 12 scienziati e circa 12 passeggeri). Tra le sue strutture ci sono 17 laboratori e una biblioteca.
La nave fu costruita a Rauma, in Finlandia, da Hollming Oy per l'Accademia delle scienze dell'URSS (ora Accademia delle scienze russa). La costruzione della nave fu completata il 28 dicembre 1980.
Ha iniziato le operazioni il 15 marzo 1981 per l'Unione Sovietica. I sommergibili Mir furono aggiunti al suo equipaggiamento nel 1987.
Keldyš è stata coinvolta nella ricerca del sottomarino sovietico K-278 Komsomolec, naufragato al largo della costa nord-orientale della Norvegia nel 1989 dopo che a bordo è scoppiato un incendio. Oltre al materiale del nucleo del suo reattore nucleare, il sottomarino trasportava due siluri nucleari. La preoccupazione per i potenziali effetti del materiale nucleare ad alta energia sulle ricche zone di pesca in cui giaceva ha indotto uno sforzo per localizzare il relitto del sottomarino e accertarne le condizioni. Due mesi dopo l'affondamento, Keldyš ha localizzato il relitto del K-278 nel giugno 1989 e rappresentanti del governo sovietico hanno definito "irrilevante" il rischio di perdite. Tuttavia, Keldyš organizzò due spedizioni sul relitto diK-278 (1994 e 1996) per sigillare le fratture nello scafo del sottomarino.
Tra i recenti viaggi, il Keldyš ha effettuato spedizioni su due famosi relitti, il transatlantico britannico RMS Titanic e la corazzata tedesca Bismarck. Il regista James Cameron ha guidato tre di queste spedizioni: due sul relitto del Titanic, nel 1996 (per il suo film Titanic, che vedeva il Keldyš nelle scene del 1996) e nel 2001 (per il suo film documentario del 2003 Ghosts of the Abyss), e una al Bismarck nel 2002 (per la spedizione speciale di Discovery Channel: Bismarck). Cameron ha anche guidato una spedizione dal Keldyš per il suo documentario del 2005 Aliens of the Deep. Il Keldyš ha anche fornito i suoi significativi sommergibili per immersioni profonde MIR 1 e MIR 2 per la spedizione nel 1998 per filmare il previsto recupero dell'oro dal sottomarino giapponese I-52 della seconda guerra mondiale. Sebbene siano state effettuate 14 immersioni sul relitto, a una profondità di oltre 5.200 m, non è stato recuperato oro. Una troupe del National Geographic composta dal regista Mark Stouffer e dal direttore della fotografia Bill Mills e altri sei ha filmato la ricerca di uno speciale del National Geographic intitolato Search for the Submarine I-52.

## Galleria d'immagini

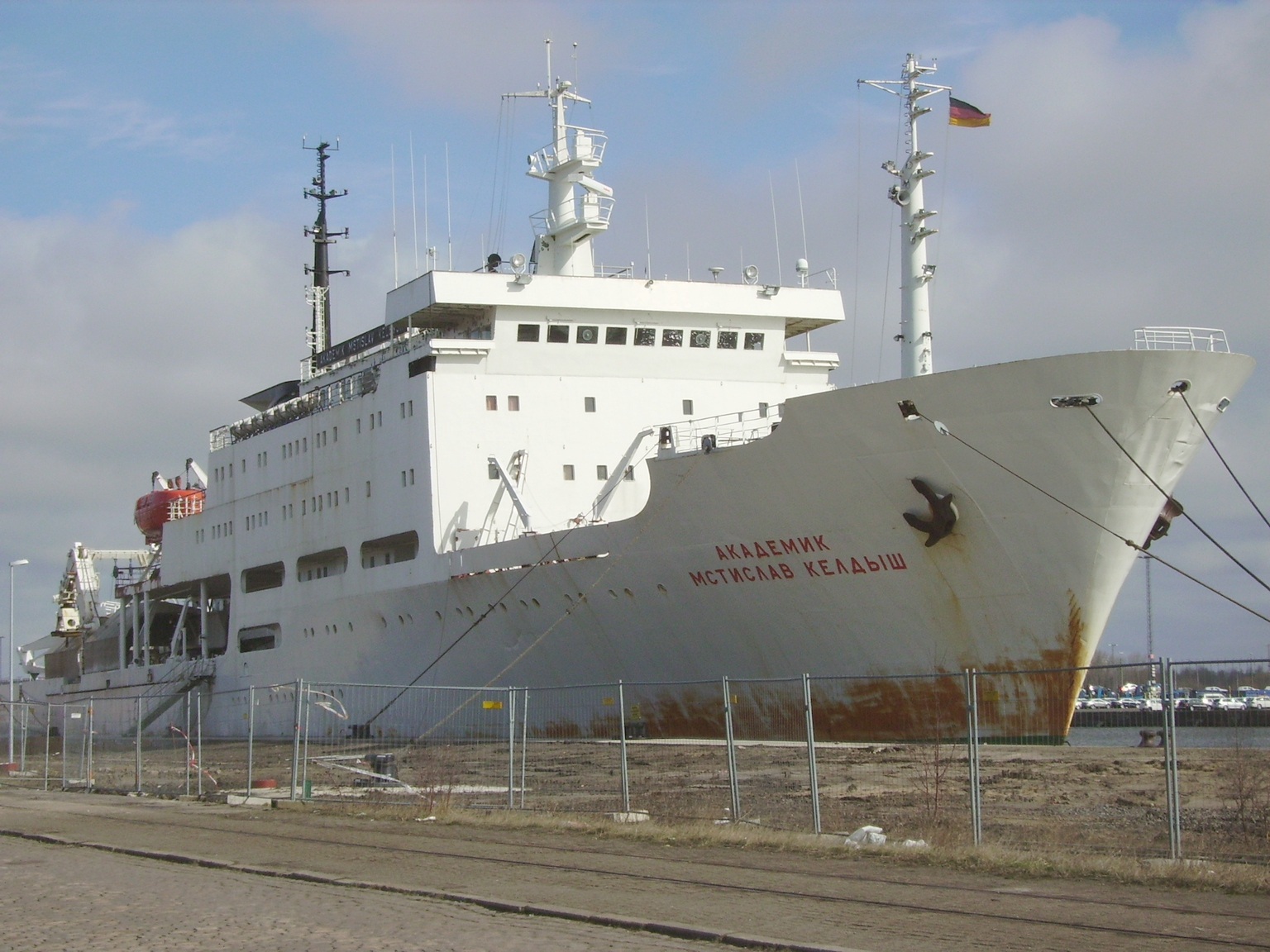
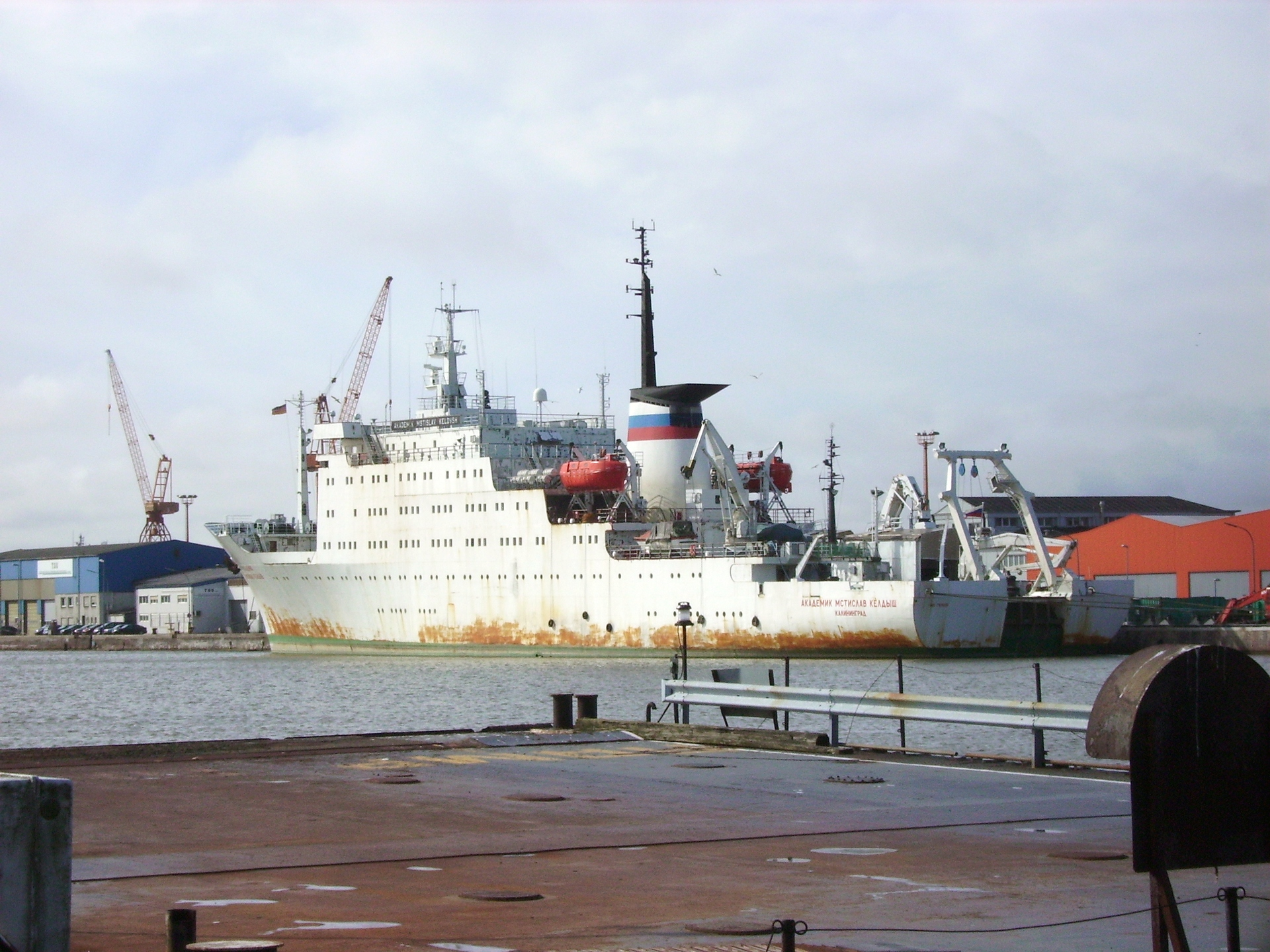